# Еуфория
Еуфорията е състояние на ума, при което човек се чувства силно щастлив и „прелива“ със силни емоции. Думата има гръцки произход. Идва от гръцкото εὐφορία.
Еуфория може да се постигне по много начини, като например съобщаване на добра новина, получаване на подарък, изпитване на силни емоции като любов, радост и други. Еуфория обаче може да се получи и след приемане на наркотично вещество, което може да достигне до мозъка, да затъпи сетивата и да накара човека да се чувства щастлив. Друго такова вещество е алкохолът. Обратното на еуфорията е дисфорията.